# Бостандык (Омская область)
Бостандык — аул в Называевском районе Омской области России. Входит в состав Мангутского сельского поселения. Население 26 чел. (2010), из них казахи	100 % (2002) .

## История
В 1928 году аул Котина состояла из 86 хозяйств. Центр Котинского сельсовета Называевского района Омского округа Сибирского края.
В 1990 году Указом Президиума ВС РСФСР деревня Александровка переименована в аул Бостандык.

## Население
| 2002 | 2010 |
| ---- | ---- |
| 112  | ↘26  |

Гендерный состав
По данным Всероссийской переписи населения 2010 года в гендерной структуре населения из 26 человек мужчин — 15, женщин — 11 (57,7 и 42,3 % соответственно).
Национальный состав
В 1928 году основное население — русские.
Согласно результатам переписи 2002 года, в национальной структуре населения казахи составляли 100 % от общей численности населения в 112 жителей